# USS Benson (DD-421)
USS Benson (DD-421) là một tàu khu trục của Hải quân Hoa Kỳ, chiếc dẫn đầu của lớp tàu mang tên nó đã phục vụ trong suốt Chiến tranh Thế giới thứ hai. Sau chiến tranh, nó được chuyển cho Đài Loan và phục vụ cùng Hải quân Trung Hoa dân quốc như là chiếc ROCS Lo Yang (DD-14) từ năm 1954 đến năm 1975. Benson được đặt tên theo Đô đốc William S. Benson (1855–1932), Trưởng ban Tác chiến Hải quân trong suốt giai đoạn Chiến tranh Thế giới thứ nhất.

## Thiết kế và chế tạo
Benson được đặt lườn tại xưởng tàu Fore River Shipyard của hãng Bethlehem Steel Co. ở Quincy, Massachusetts vào ngày 16 tháng 5 năm 1938. Nó được hạ thủy vào ngày 15 tháng 11 năm 1939; được đỡ đầu bởi bà William S. Benson, vợ góa Đô đốc Benson, và được cho nhập biên chế vào ngày 25 tháng 7 năm 1940 dưới quyền chỉ huy của Hạm trưởng, Trung tá Hải quân Clifford A. Fines.

## Lịch sử hoạt động

### 1940–1941
Sau khi được trang bị tại Xưởng hải quân Boston, Benson thực hiện một chuyến đi ngắn đến Portland, Maine, trước khi rời Boston vào ngày 22 tháng 8 năm 1940, đi ngang qua Newport, Rhode Island và Yorktown, Virginia để đến vịnh Guantánamo, Cuba, tiến hành huấn luyện chạy thử máy. Nó lên đường đi vịnh Chesapeake vào ngày 3 tháng 9, và sau khi viếng thăm Quantico, Virginia và Washington, D.C., đã rời Norfolk, Virginia vào ngày 13 tháng 9, đi ngang qua vịnh Guantánamo để đến Cayenne, Guiana thuộc Pháp, đến nơi vào ngày 21 tháng 9 cho việc giám sát các hoạt động của phe Trục tại thuộc địa này của Pháp cũng như tại Suriname thuộc Hà Lan lân cận. Những nỗ lực này được xem là cần thiết nhằm giữ cho ảnh hưởng của phát xít khỏi Châu Mỹ, cũng như bảo vệ nguồn tài nguyên bauxite phong phú vốn là nguồn nguyên liệu sản xuất nhôm cho việc sản xuất chiến tranh của phe Đồng Minh. Vào ngày 27 tháng 9, viên thống đốc thuộc địa lên tàu cho một chuyến đi đến Îles du Salut, cách khoảng 8 hải lý khỏi bờ biển, quay trở về Cayenne cùng ngày hôm đó và rời tàu trước khi Benson lên đường đi Paramaribo, Suriname. Nó rời Cayenne lần thứ ba vào ngày 6 tháng 10, đi ngang qua San Juan, Puerto Rico, để đến Xưởng hải quân New York, nơi nó được đại tu sau chạy thử máy vốn kéo dài cho đến giữa tháng 11.
Benson khởi hành từ cảng New York vào ngày 18 tháng 11 để bắt đầu hoạt động Tuần tra Trung lập, vốn là hoạt động chính của nó cho đến mùa Xuân tiếp theo. Một dịp đặc biệt trong giai đoạn này khi nó hộ tống cho USS Potomac (AG-25) vào tháng 3 năm 1941, khi chiếc thuyền buồm đưa Tổng thống Franklin D. Roosevelt đến khu vực quần đảo Bahamas trong một kỳ nghỉ. Đến cuối tháng 5, nó giúp hộ tống thiết giáp hạm USS Texas (BB-35) trong chuyến tuần tra Bắc Đại Tây Dương. Đang khi họ đang giữa biển khơi, thiết giáp hạm Đức Bismarck xuất quân vào ngày 21 tháng 5, hướng ra eo biển Đan Mạch đe dọa các đoàn tàu vận tải Đồng Minh. Sau khi tàu chiến-tuần dương HMS Hood (51) bị Bismarck đánh chìm sau một cuộc đụng độ, Thủ tướng Anh Quốc Winston Churchill đã yêu cầu Tổng thống Roosevelt giúp đỡ để Hải quân Hoa Kỳ truy tìm con tàu đối phương và thông tin cho Hải quân Hoàng gia Anh. Khi được báo động, Texas và các tàu tháp tùng đã truy lùng cho đến khi chiếc tàu chiến Đức bị Hải quân Anh đánh chìm vào ngày 27 tháng 5.
Không lâu sau đó, Benson quay trở về Xưởng hải quân Boston và trải qua một tháng chuẩn bị để nhận nhiệm vụ mới. Nó khởi hành vào ngày 28 tháng 6 để gia nhập Lực lượng Đặc nhiệm 19, vốn được hình thành để đưa binh lính Thủy quân Lục chiến đến Iceland, giúp cho lực lượng Anh được rảnh tay khỏi nhiệm vụ phòng thủ hòn đảo này để tham gia các mặt trận đang nóng bỏng khác. Lực lượng Đặc nhiệm 19 khởi hành từ Argentia, Newfoundland vào ngày 1 tháng 7, và sau khi đi qua vùng biển đầy dẫy tàu ngầm đối phương, đã thả neo tại Reykjavík vào chiều tối ngày 7 tháng 7. Sau khi quay trở về Boston, nó nhanh chóng tiếp nhiên liệu rồi di chuyển đến vịnh Casco để thực tập ngoài khơi Portland, Maine. Đến tháng 9, nó bắt đầu một nhiệm vụ kéo dài bảy tháng đi lại giữa Boston và Iceland hộ tống các đoàn tàu vận tải. Ba tháng sau, ngày 7 tháng 12 năm 1941, Đế quốc Nhật Bản tấn công Trân Châu Cảng và Đức Quốc xã tuyên chiến với Hoa Kỳ, cho phép Hoa Kỳ từ bỏ vị thế trung lập và công khai đối đầu với phe Trục.

### 1942–1943
Vào cuối tháng 3 năm 1942, Benson khởi hành hộ tống một đoàn tàu vận tải đi hết chặng đường vượt đại dương đến Derry, Bắc Ireland, và quay trở về Boston vào đầu tháng 5. Các hoạt động hộ tống vận tải khác, vốn đưa nó đến quần đảo Anh Bermuda, và vùng kênh đào Panama, tiếp nối như là nhiệm vụ chính của nó cho đến mùa Thu, khi nó bắt đầu sẵn sàng để tham gia Chiến dịch Torch. Trong khuôn khổ việc chuẩn bị, nó thực hành bắn phá bờ biển cùng với chiếc thiết giáp hạm mới Massachusetts (BB-59). Trên đường đi đến Casco Bay, Maine để tổng dượt trước lúc bình minh ngày 19 tháng 10, nó mắc tai nạn va chạm với tàu khu trục Trippe (DD-403), làm thiệt mạng bốn người và bị thương ba người trên chiếc Trippe khi mũi tàu của nó đâm vào phía đuôi mạn phải của tàu bạn. Tai nạn cũng gây hư hại cho Benson khiến nó phải ở lại Xưởng hải quân New York để sửa chữa trong khi diễn ra cuộc đổ bộ của lực lượng Đồng Minh lên Bắc Phi.
Khi sẵn sàng để hoạt động trở lại, Benson tiếp nối nhiệm vụ hộ tống vận tải vượt Bắc Đại Tây Dương và tại Địa Trung Hải. Vào tháng 7 năm 1943, nó chuyển sang hỗ trợ cho Chiến dịch Husky, cuộc đổ bộ của lực lượng Đồng Minh lên Sicily. Nó khởi hành từ Oran, Algérie vào ngày 6 tháng 7 cùng với Đội đặc nhiệm 80.2, thành phần hộ tống trực thuộc Lực lượng Đặc nhiệm Hải quân phía Tây dưới quyền Phó đô đốc H. Kent Hewitt; và đã hộ tống cho Đoàn tàu NCS-1 đi đến khu vực tấn công tại Gela, Sicily. Nó đi đến ngoài khơi bãi đổ bộ nhiều giờ trước bình minh trong đêm 9-10 tháng 7, và trải qua hai ngày tiếp theo bảo vệ phòng không chống lại nhiều đợt tấn công liên tục của máy bay Không quân Đức. Vào ngày 11 tháng 7, một quả bom nổ sát cạnh con tàu đã khiến 18 thủy thủ bị thương, nhưng chỉ gây hư hại nhẹ cho con tàu. Sang ngày hôm sau, nó lên đường hộ tống cho chiếc tàu chở hàng tấn công Betelgeuse (AKA-11) đi Algiers, đến nơi vào ngày 18 tháng 7.
Các hoạt động tuần tra và hộ tống khác tại Địa Trung Hải được tiếp nối cho đến ngày 24 tháng 8, khi Benson gia nhập Lực lượng Đặc nhiệm 81 để chuẩn bị cho Chiến dịch Avalanche, cuộc đổ bộ của lực lượng Đồng Minh lên lục địa Ý. Lúc bình minh ngày 9 tháng 9, binh lính Đồng Minh đổ bộ lên bờ tại các bãi biển Salerno, nơi họ gặp phải sự kháng cự đáng kể trong khi Không quân Đức liên tục tấn công những tàu chiến Đồng Minh. Sáng ngày 11 tháng 9, một máy bay ném bom Dornier Do 217 đã thả một quả bom lượn điều khiển bằng vô tuyến vốn đã đánh trúng tháp pháo số 3 của tàu tuần dương hạng nhẹ Savannah (CL-42). Quả bom đã xuyên thủng sàn tàu và phát nổ ở phòng tiếp đạn bên dưới, xé tung một khoảng lườn tàu và làm thủng một lỗ lớn dưới đáy lườn tàu. Nỗ lực anh dũng và hiệu quả của các đội kiểm soát hư hỏng đã ngăn được việc ngập nước, chỉnh lại độ nghiêng, dập tắt các đám cháy, cho phép con tàu tiếp tục di chuyển bằng chính động lực của mình. Benson đã trợ giúp hộ tống Savannah đi đến Malta để được sửa chữa tạm thời, nhằm cho phép chiếc tàu tuần dương quay trở về Hoa Kỳ để được sửa chữa triệt để.
Benson nhanh chóng quay trở lại Salerno tham gia lực lượng bảo vệ phòng không. Sáng ngày 19 tháng 9, nó bắn rơi một máy bay tiêm kích Focke-Wulf Fw 190. Trong khi hỗ trợ các hoạt động trên bờ tại Ý, nó cũng tiến hành nhiều nhiệm vụ bắn phá bờ biển và hộ tống các tàu chiến khác đến nhiều cảng Địa Trung Hải. Vào ngày 2 tháng 10, nó giải cứu những người sống sót từ một máy bay ném bom Vickers Wellington của Không quân Hoàng gia Anh bị bắn rơi.

### 1944
Vào cuối tháng 1 năm 1944, Benson khởi hành từ Casablanca, Morocco hộ tống cho Đoàn tàu GUS-28 quay trở về New York, nơi nó vào xưởng hải quân để được đại tu. Sau một đợt huấn luyện dọc theo vùng bờ Đông, nó lên đường cùng với Đội đặc nhiệm 27.4 vào ngày 20 tháng 4 để hướng đến Oran, đến nơi vào ngày 1 tháng 5. Sau khi được bảo trì, nó hướng đến Gibraltar vào ngày 9 tháng 5 cùng với Đoàn tàu UGS-40. Hai ngày sau, nó giúp đánh trả một cuộc tấn công của khoảng 30 máy bay Đức, bắn rơi hai chiếc máy bay ném bom Junkers Ju 88, có thể đã tiêu diệt một chiếc thứ ba, và làm hư hại hai chiếc khác. Không con tàu nào của đoàn tàu vận tải bị mất hay hư hại.
Trong những tháng tiếp theo sau, Benson tiếp tục hộ tống các đoàn tàu vận tải và những tàu đơn độc đi lại giữa nhiều cảng Địa Trung Hải. Đến giữa tháng 8, nó gia nhập Đội đặc nhiệm 80.6 để giúp bảo vệ các tàu chiến khác tham gia Chiến dịch Dragoon, cuộc đổ bộ của lực lượng Đồng Minh lên miền Nam nước Pháp. Nó cũng phục vụ như tàu kiểm soát lưu thông trong chiến dịch này, thỉnh thoảng tham gia bắn phá các vị trí của quân Đức trên bờ. Đang khi làm nhiệm vụ tuần tra tại khu vực hỗ trợ hỏa lực gần Toulon, nó ngăn chặn các tàu buôn đối phương tại cảng San Remo và bắn vào các cơ sở lân cận. Nó cũng trợ giúp cho các tàu tuần dương thuộc phe Pháp tự do Montcalm và Jeanne d'Arc khi chúng bắn phá San Remo.

### 1945
Đến đầu tháng 1 năm 1945, Benson lên đường đi Livorno, Ý để bắn phá các vị trí của quân Đức đang đe dọa đột phá tại đây. Trong nhiệm vụ này, nó bị nhiều tàu nhỏ của đối phương tấn công, bao gồm những chiếc E-boat của Đức và xuồng MAS của Hải quân Ý, nhưng không bị hư hại. Sau đó nó hộ tống cho chiếc tàu tuần dương Pháp Georges Leygues trong hoạt động bắn phá xưởng đóng tàu Pietra Ligure, vốn còn do đối phương chiếm giữ.
Được tách khỏi nhiệm vụ này vào cuối tháng 1 năm 1945, Benson quay trở về Hoa Kỳ để được sửa chữa trong xưởng tàu và huấn luyện trong tháng 2. Sau một chuyến đi hộ tống đến Plymouth, Anh Quốc trong tháng 4, nó được lệnh chuyển sang Mặt trận Thái Bình Dương. Băng qua kênh đào Panama vào ngày 12 tháng 5 và đi đến Trân Châu Cảng vào ngày 29 tháng 5, chiếc tàu khu trục trải qua một tháng tiếp theo tại vùng biển Hawaii trước khi lên đường vào ngày 14 tháng 6, hộ tống các tàu sân bay USS Lexington (CV-16), USS Cowpens (CVL-25) và USS Hancock (CV-19) trong cuộc không kích của chúng xuống đảo Wake. Sau khi được bảo trì tại Leyte thuộc quần đảo Philippine, nó tiếp tục đi đến Ulithi. Cho đến ngày chiến thắng 15 tháng 8, nó làm nhiệm vụ tuần tra và hộ tống giữa Ulithi và Okinawa. Nó tiếp tục phục vụ hộ tống cho lực lượng chiếm đóng đầu tiên lên Yokohama, vốn đã đổ bộ vào các ngày 2 và 3 tháng 9.

### Sau chiến tranh
Trong hai tháng sau khi Nhật Bản đầu hàng, Benson hộ tống năm đoàn tàu vận tải khác nhau đi lại giữa Philippines và vịnh Tokyo. Được lệnh quay trở về Hoa Kỳ để ngừng hoạt động, nó khởi hành từ Yokohama vào ngày 4 tháng 11, và về đến Xưởng hải quân Charleston vào ngày 6 tháng 12. Benson được cho xuất biên chế tại đây vào ngày 18 tháng 3 năm 1946, và được đưa về lực lượng dự bị thuộc Đội Charleston của Hạm đội Dự bị Đại Tây Dương.
Vào ngày 26 tháng 2 năm 1954, Benson được chuyển cho chính phủ Trung Hoa dân quốc tại Đài Loan, và phục vụ cùng Hải quân Trung Hoa dân quốc như là chiếc ROCS Lo Yang (DD-14) cho đến giữa những năm 1970. Do kết quả của một cuộc khảo sát vào đầu năm 1974, Đài Loan đã thay thế nó bằng một tàu khu trục khác được Hải quân Hoa Kỳ cho mượn vào năm 1975: nguyên là chiếc USS Taussig (DD-746) được đổi tên thành Lo Yang (DD-14). Cùng lúc đó, tên của Benson được cho rút khỏi danh sách Đăng bạ Hải quân Hoa Kỳ vào ngày 1 tháng 11 năm 1974, và nó được bán cho Đài Loan để tháo dỡ lấy phụ tùng.

## Phần thưởng
Benson được tặng thưởng bốn Ngôi sao Chiến trận do thành tích phục vụ trong Thế Chiến II.